# Sphaerotheciella pinnata
Sphaerotheciella pinnata là một loài Rêu trong họ Cryphaeaceae. Loài này được (Schimp.) Manuel miêu tả khoa học đầu tiên năm 1977.